# 三菱・デリカD:2
デリカ D:2（DELICA D:2、デリカ ディーツー）は、三菱自動車工業が販売するAセグメント級の小型ハイトワゴン。
スズキ・ソリオ（2代目以降）の姉妹（OEM）車種であり、生産はスズキ相良工場（静岡県牧之原市）で行われている。

## 概要
日本国内向けモデルとしては、三菱がスズキからOEM供給を受ける初の車種である。そのため、「デリカ」の名は付くが、シリーズ直系車種のミニバンであるスターワゴン及びスペースギア、D:5とは異なり、2列シート・5人乗りのトールワゴンである。
2015年8月にソリオが3代目にフルモデルチェンジしてからも変更なく販売が継続されていたが、それから4か月後の同年12月に初のフルモデルチェンジを行い2代目に移行し、2020年11月にソリオが4代目にフルモデルチェンジされたのに合わせ、翌月に3代目へフルモデルチェンジされた。
なお、三菱のトールワゴンは、1999年1月に発売されたトッポBJワイド以来、約9年10か月ぶりの投入となった。ボディサイズはトッポBJワイドに比べて全長・全幅・全高すべてで拡大されており、ホイールベースも拡大。室内長は現行の3代目モデルの場合、トッポBJワイドに比べて785mm長くなっている。エンジンも、総排気量はトッポBJワイドより100cc多い1.2Lとし、最高出力は4PS（3kW）、最大トルクは0.6kg・m（6N・m）それぞれ向上されている。リアドアはトッポBJワイドがヒンジ式だったのに対し、スライド式となっている。

## 初代 MB15S型（2011年 - 2016年）

### スタイル・機構
基本的にOEM元であるソリオと大きな違いはなく、エンブレムが異なる程度。グレード体系は一部異なり、最廉価グレードの「G」やカタロググレードのアイドリングストップ搭載車の設定がなかったが、2012年10月にアイドリングストップを搭載した「S AS&G」を追加した。本グレードはソリオの「S アイドリングストップ」に相当する。2014年2月には4WD専用グレードの「G4」を、同年8月にはエントリーグレードの「Limited」を順次追加した。
なお、ソリオの派生モデルである「ソリオ バンディット」に相当するグレードの設定は本代では設定されなかったが、販売店装着の純正アクセサリーに、ソリオでは設定がないメッキグリルが用意されており、3ナンバーミニバンのシリーズ車種であるデリカD:5を彷彿させるデザインとなっている。
また、全車が「平成17年度排出ガス基準75%低減レベル（☆☆☆☆）」認定を取得しており、「Limited」・「G4」・「X」・「S」は「平成27年度燃費基準」、「S AS&G」は「平成27年度燃費基準+20%」をそれぞれ達成している（「S AS&G」は2015年4月から設けられた平成32年度燃費基準も併せて達成している）。

### 年表
- 2010年12月24日 - 三菱自動車工業がスズキ株式会社から2代目ソリオのOEM供給を受けることを発表。
- 2011年
  - 2月24日 - 車名を「デリカD:2」とし、公式発表（3月10日販売開始）。
  - 7月 - 仕様変更。ボディカラーに「シルキーシルバーメタリック」を追加。
  - 12月22日 - 特別仕様車「S AS&Gホワイトリミテッド」を発表（2012年1月12日販売開始。内容的には先に登場したベース車・ソリオの特別仕様車「BLACK&WHITE アイドリングストップ」にほぼ順ずる。
    - 「S」2WD車をベースに、アイドリングストップ機構「オートストップ&ゴー（AS&G）」を装備して燃費を向上するとともに、アクティブスタビリティコントロール（ASC）とヒルスタートアシスト（HSA）を装備。さらにスモークインナーのヘッドランプ、グレー色バックドアガーニッシュ、ガンメタ塗装15インチアルミホイールを採用するとともに、フロントバンパーにLEDイルミネーションを追加してよりスポーティーな外観とした。インテリアはブラックとグレーのチェック柄採用の専用生地を採用し、インパネガーニッシュとドアスイッチパネルにブラックを、ステアリングホイールやシフトノブに本革巻を採用するとともに、マット類（インパネトレー・フロア）を専用仕様に変更。運転席シートヒーターも装備された。なお、ボディカラーはグレード名にちなんで、パールホワイトのみとした。
- 2012年
  - 2月 - ラインナップの整理に伴い、2WD専用の最廉価グレード「G」を廃止。
  - 3月16日 - 同年2月のソリオの改良を受け、一部改良。2WD車において、CVTオイルを低粘度化し、CVT内の摩擦抵抗（フリクション）を低減したことでJC08モードにおける燃費を0.6km/L向上（20.0km/L→20.6km/L）。これにより、平成27年度燃費基準を達成した。
  - 6月22日 - 同年6月18日のソリオの改良を受け、同様に一部改良。
    - 特別仕様車「S AS&Gホワイトリミテッド」において、CVTオイルを低粘度化し、CVT内の摩擦抵抗を低減して燃料消費を抑えたことにより、JC08モードにおける燃費を0.6km/L向上（21.2km/L→21.8km/L）。また、全車においては可変間欠ワイパー及び防眩ルームミラーの採用、リア乗降用グリップの追加、タイヤ/アルミホイールを14インチから15インチに、ヘッドレストの大型化やスライドドア補強などの安全に関する法規制強化に対応した。また、ボディカラーの「メロウブロンズパールメタリック」を廃止した[注釈 6]。

  - 10月10日 - アイドリングストップ機構「オートストップ&ゴー（AS&G）」を標準装備した新グレード「S AS&G」を追加。併せて、全グレードでボディカラーの見直しを行い、「クラッシーレッドパール」と入れ替えでデリカD:2では未設定だった「ルナグレーパールメタリック」を追加した（「クラッシーレッドパール」はソリオでは継続設定）。
- 2013年12月5日 - マイナーチェンジ。
  - 「S AS&G」と4WD車に熱効率を高めた「デュアルジェットエンジン」を新たに採用するとともに、「S AS&G」には減速エネルギーを利用して発電・蓄電し、電装品に供給できる「アシストバッテリー（ソリオでの「エネチャージ」に相当）」、および空調ユニットに冷房運転時に凍る蓄冷剤を内蔵してアイドリングストップ作動中も冷風を送ることができ、アイドリングストップ時間の延長に貢献する「エコクール」も採用したことで燃費を向上し、「S AS&G」は「平成27年度燃費基準+20%」、4WD車は平成27年度燃費基準をそれぞれ達成した。
  - 外装ではバンパー、ルーフスポイラー、エアダム、15インチアルミホイールのデザインを変更し、「S AS&G」はフロントグリルをブルースケルトンに変更して差別化を図った。ボディカラーは「グレースブルーパールメタリック」・「ルナグレーパールメタリック」と入れ替えで「カシミールブルーパールメタリック」・「フィズブルーパールメタリック」を追加した[注釈 7]。メーターはハイコントラストメーター（常時照明点灯タイプ）となり、「S AS&G」はアシストバッテリーインジケーター付の専用メーターとなる。装備面ではドアハンドルのスイッチを押すだけでスライドドアを自動開閉できるワンタッチ電動スライドドア（セーフティ機能付・「X」は助手席側のみ、「S」・「S AS&G」は両側）や折りたたみ式パーソナルテーブルを新たに標準装備した。
- 2014年
  - 2月26日 - 一部改良[1]。
    - 既存グレード全車に低車速域衝突被害軽減ブレーキシステム「FCM-City（ソリオでの「レーダーブレーキサポートII」に相当）」のメーカーオプション設定を追加。本システムはミリ波レーダーにより前方の車両や障害物を検知し、低速走行時、追突の危険がある時に緊急停止する「自動ブレーキ機能」、急ブレーキ時の制動力を高める「前方衝突被害軽減ブレーキアシスト機能」、運転手に衝突の危険性が高まっていることを知らせる「前方衝突警報機能」などでドライバーの運転をサポートする。
    - 併せて、4WD専用の新グレード「G4」を新設。寒冷地で要望が多い運転席&助手席シートヒーターやヒーテッドドアミラーなどを装備しながら、購入しやすい価格に設定。また、デュアルジェットエンジンを搭載して力強い走りと低燃費を両立し、平成27年度燃費基準を達成している。

  - 8月21日 - 一部改良[2]。
    - 新たに横滑りを防止するアクティブスタビリティコントロール（ASC、ソリオでのESPに相当）と坂道発進時の後退を抑制するヒルスタートアシストを全車に、従来はメーカーオプション設定だった「FCM-City」を「X」・「S」・「S AS&G」にそれぞれ標準装備し、安全面を強化。ボディカラーは「カシミールブルーパールメタリック」と入れ替えで新色の「コメットグリーンパールメタリック」を追加。また、エンジンスイッチ、キーオペレーションシステム（アンサーバック機能付）、ワンタッチ電動スライドドア（リヤ助手席側）などの便利機能を備えながら価格を抑えたエントリーグレード「Limited」を新設した。
- 2015年6月 - ここまでの累計販売台数が約4万20台に達する[3]。

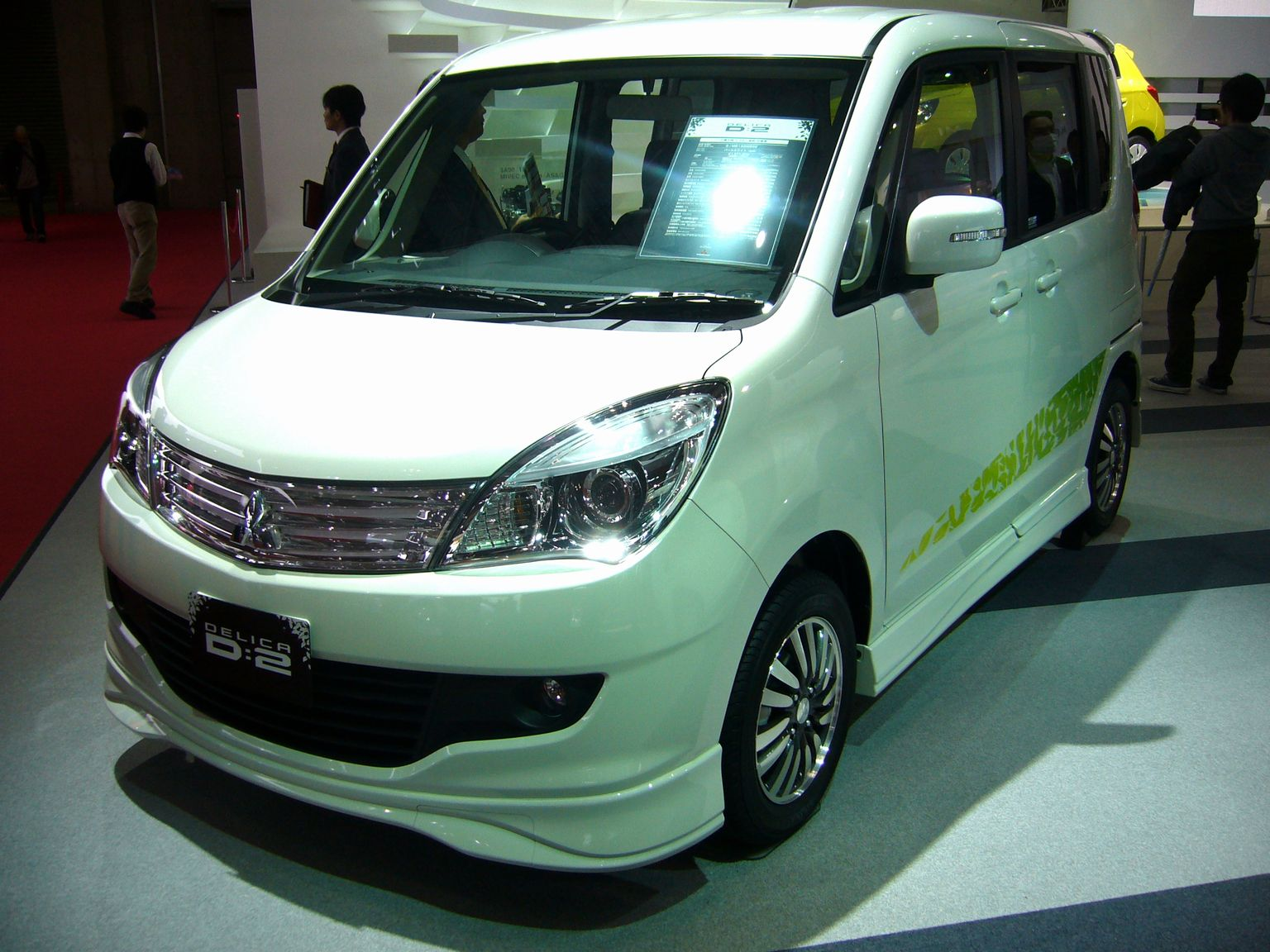
前期型　Sフロント （2010年12月 - 2012年6月）
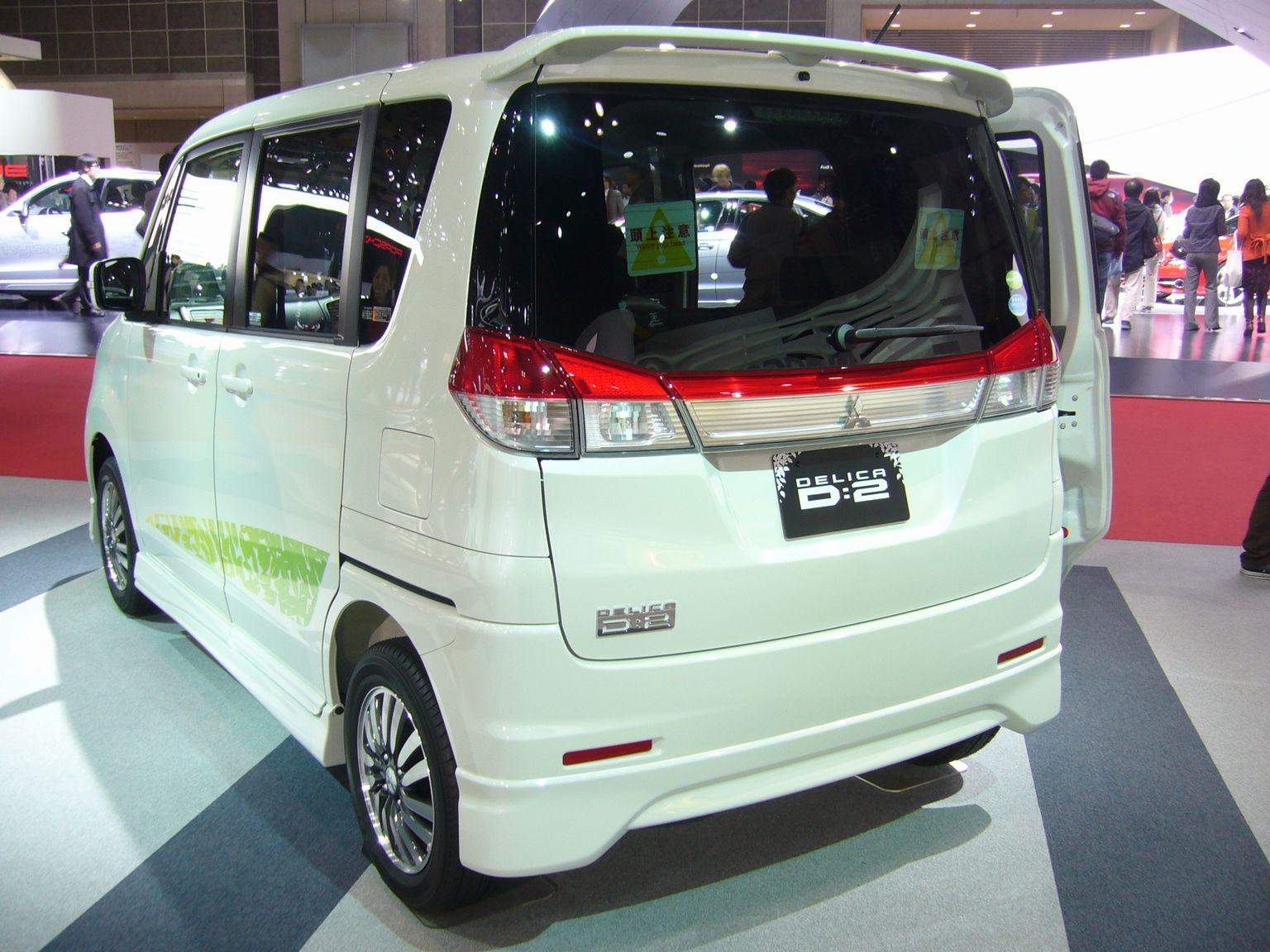
前期型　S　リヤ （2010年12月 - 2012年6月）
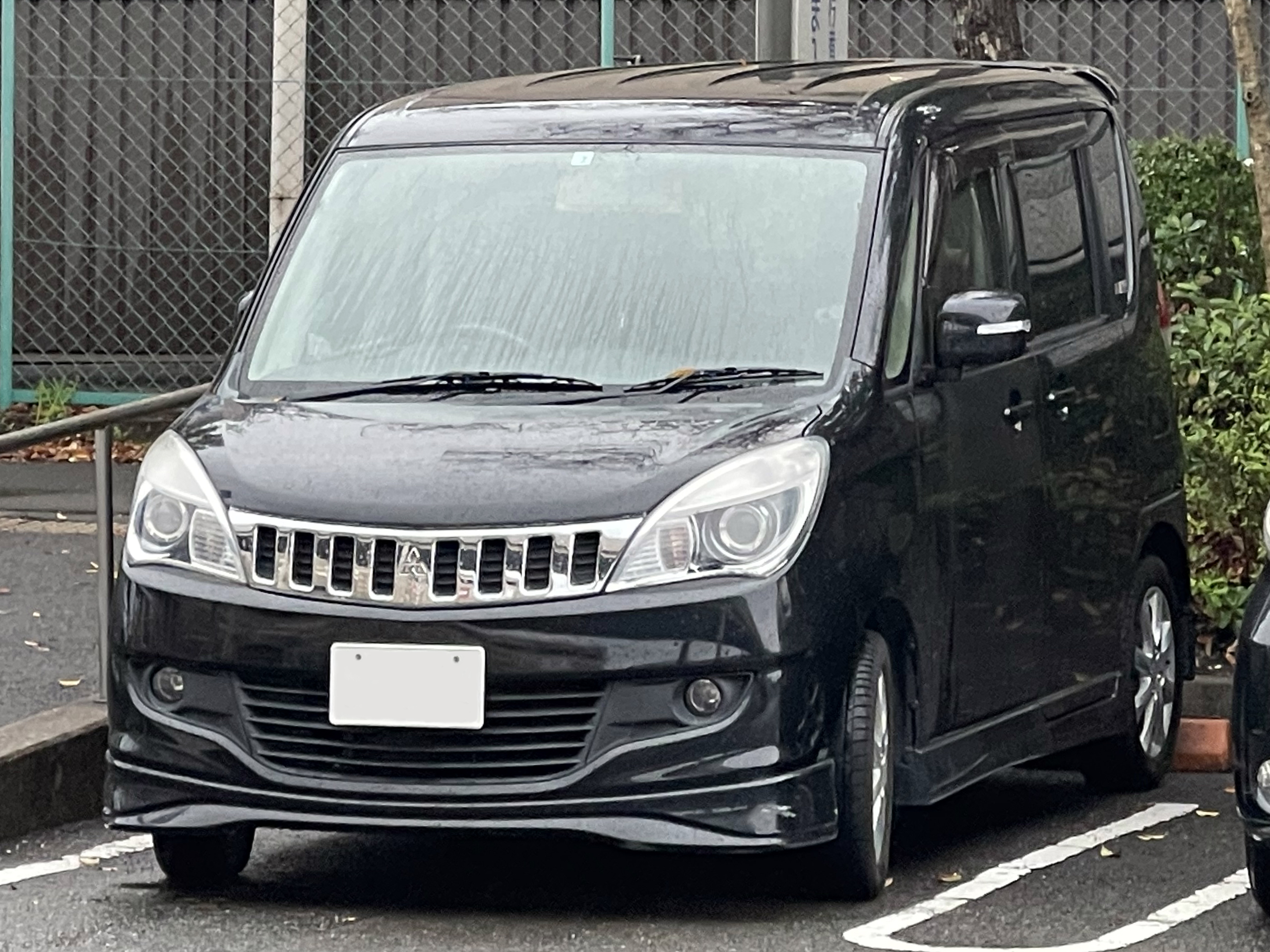
純正アクセサリーのメッキグリルを装着した車両

## 2代目 MB36S/MB46S型（2015年 - 2020年）

### スタイル・機構
初代同様、OEM元であるソリオと大きな変更は無く、エンブレム類の変更程度であるが、ソリオ「G」相当のガソリン車が設定されないため、マイルドハイブリッド専用車種となった。エンジンを新型のK12C型に置換し、車両重量の大幅な軽量化により燃費を向上し、2WD車は「平成32年度燃費基準+10%」、4WD車は「平成32年度燃費基準」をそれぞれ達成した。
2017年1月には、パラレル方式のハイブリッドシステムを採用したハイブリッド車を追加。トランスミッションは三菱車では8代目ミニキャブバン（6代目スズキ・エブリイのOEM）に次いでの採用となる5速自動マニュアルトランスミッション（5AMT、ソリオでの「オートギヤシフト」に相当）を採用する。JC08モード燃費は32.0km/Lで、「平成32年度燃費基準+20%」を達成する。
ソリオのマイルドハイブリッド車およびハイブリッド車の左右フロントフェンダーとバックドアに装着されている「HYBRID」ロゴの専用エンブレムは、デリカD:2でもそのまま装着されており、ソリオ同様、マイルドハイブリッド車は背景色が銀・文字色が青、ハイブリッド車は背景色が黒・文字色が銀となる。

### 年表
- 2015年12月17日 - 初のフルモデルチェンジを発表し、同日より発売された[5]。
  - 初代モデルで2014年2月から導入された「FCM-City」は歩行者も検知・認識可能な「FCM（ステレオカメラタイプ、ソリオでの「デュアルカメラブレーキサポート」相当）」に変更するとともに、誤発進抑制機能（前進時）、車線逸脱警報機能、ふらつき警報機能、先行車発進お知らせ機能を追加して安全面を強化し「e-Assist」として全車に標準装備した[注釈 10]。
  - グレード体系はソリオと異なり、ソリオと同一名称の「HYBRID MX」と「HYBRID MZ」に加え、「HYBRID MZ」にメモリーナビゲーションを標準装備した新グレード「HYBRID MZ Navi Package（ソリオ「HYBRID MZ」の全方位モニター付メモリーナビゲーション装着車に相当）」と、デリカD:2では初となるソリオバンディットOEMのカスタムモデル「CUSTOM HYBRID MV」を加えた4グレードが用意される。ボディカラーのうち、ソリオ専用色の「クリアライムメタリック」はデリカD:2では未設定、「ブーストブルーパールメタリック」と「クラッシーブラウンメタリック」はデリカD:2専用色[注釈 11]、「ファーベントレッド」はデリカD:2カスタムの「ブラック2トーンルーフ」のみの設定[注釈 12]である。
- 2017年
  - 1月26日 - ハイブリッド車を追加発売[6]。ハイブリッド車のグレード体系は「HYBRID SX（ソリオと同一名称）」、「HYBRID SZ Navi Package（ソリオ「HYBRID SZ」の全方位モニター付メモリーナビゲーション装着車に相当）」、「CUSTOM HYBRID SV Navi Package（ソリオバンディット「HYBRID SV」の全方位モニター付メモリーナビゲーション装着車に相当）」の3グレード。これにより、デリカD:2は5グレード、デリカD:2カスタムは2グレードの7グレードとなった。
  - 9月1日 - デリカD:2のみボディーカラーの入替を行い、「クォーツピンクメタリック[注釈 13]」を廃止する代わりに、デリカD:2カスタム専用色であった「ミッドナイトバイオレットメタリック（有料色）」がデリカD:2でも選択可能となり、デリカD:2専用色であった「ブーストブルーパールメタリック」は「スピーディーブルーメタリック[注釈 14]」に入れ替えとなった。
  - 10月 - 「HYBRID MX」の4WD車が廃止され、2WDのみの設定となった（ソリオは継続設定）。
- 2018年8月2日 - 一部改良が発表され、同日より発売が開始された[7]。
  - 「e-Assist」の一つであるFCMに夜間歩行者検知機能が追加されるとともに、新たに後方誤発進抑制機能、後退時ブレーキサポート、アダプティブクルーズコントロール、ハイビームアシストが追加された。装備面では「HYBRID MX」を除くすべてのグレードにパドルシフトが装備された。
  - 外観では、ノーマル、カスタム共に15インチアルミホイールのデザインが変更されたほか、ノーマルはフロントロアグリルにメッキを追加、カスタムはフロントを一新し、フォグランプもLED化された。なお、バックドアガーニッシュは2代目登場時のデザインが流用され、デザインが変更されたソリオとは異なる。
  - グレード体系が一部変更され、「HYBRID MZ Navi Package」、「HYBRID SZ Navi Package」、「CUSTOM HYBRID SV Navi Package」を廃止する替わりに、3Dビュー表示機能と左右確認ビュー機能を備えた「マルチアラウンドモニター(バードアイビュー機能付き)用カメラパッケージ」を標準装備[注釈 15]した「HYBRID MZ 全方位カメラパッケージ」、「HYBRID SZ 全方位カメラパッケージ」、「CUSTOM HYBRID SV 全方位カメラパッケージ」が追加され、「CUSTOM HYBRID MV」にも「全方位モニター用カメラパッケージ」が標準装備[注釈 15]され、「CUSTOM HYBRID MV 全方位カメラパッケージ」へ改名された。併せて、ハイブリッド車の廉価グレード「HYBRID SX」も廃止され、6グレードとなった。
  - ボディカラーは、カスタム専用のブラック2トーンルーフに、「クラレットレッドメタリック[注釈 16]」と「スピーディーブルーメタリック[注釈 14]」が追加された。なお、ソリオで追加された「ラッシュイエローメタリック」はデリカD:2ではモノトーン・ブラック2トーンルーフ共に未設定となる。

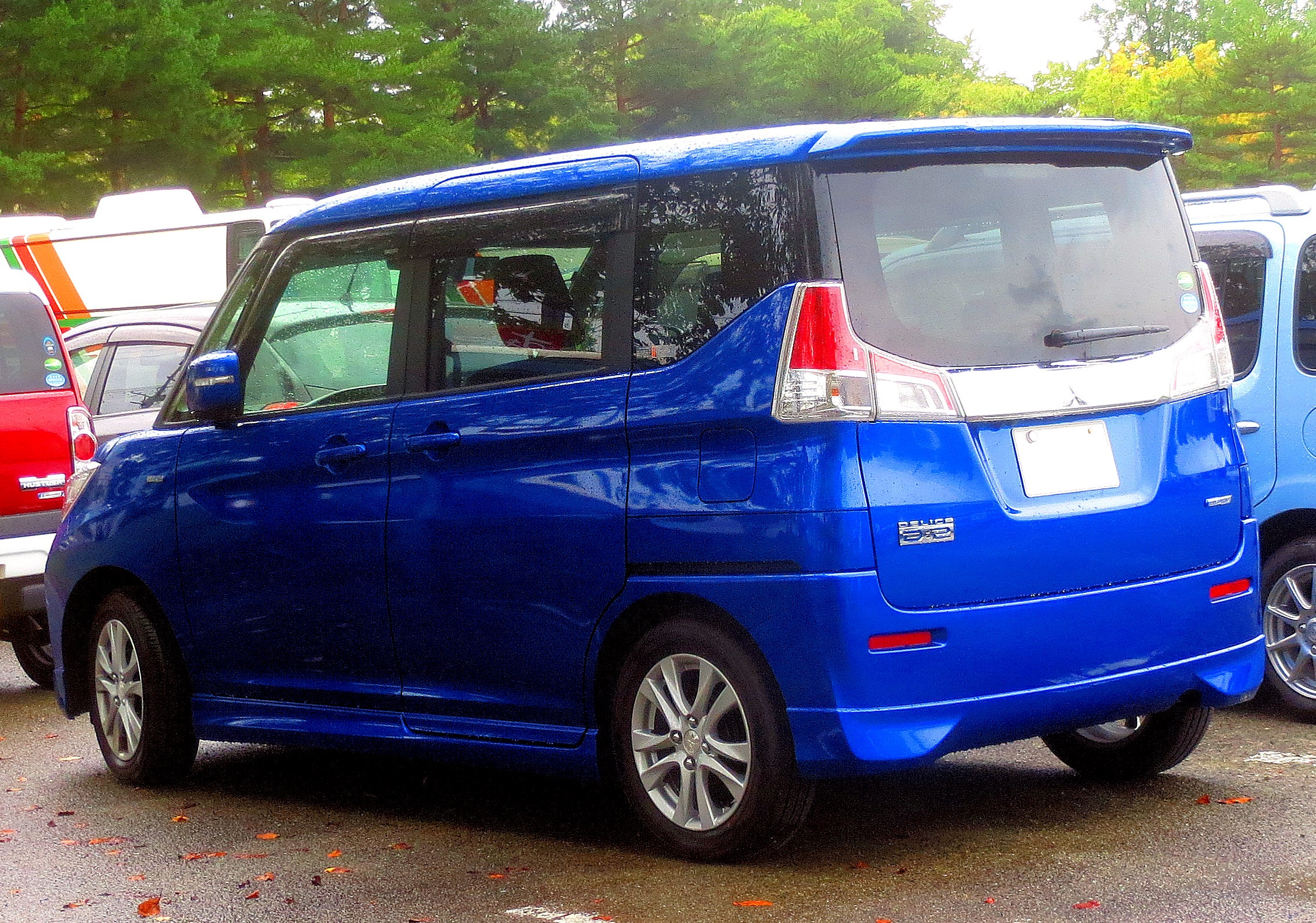
2015年12月販売型 HYBRID MZ Navi Package リア
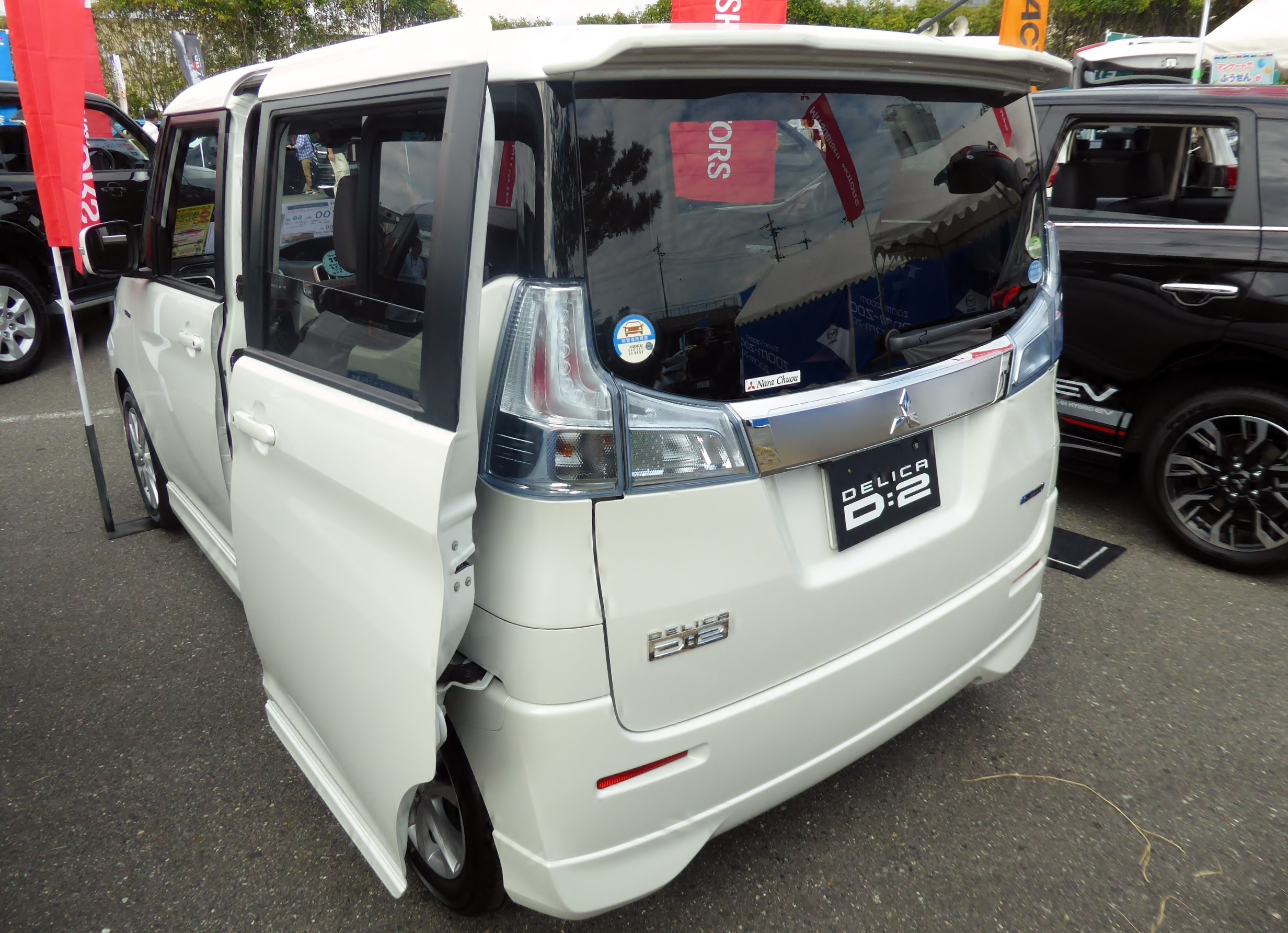
2017年1月販売型 HYBRID SZ Navi Package リア
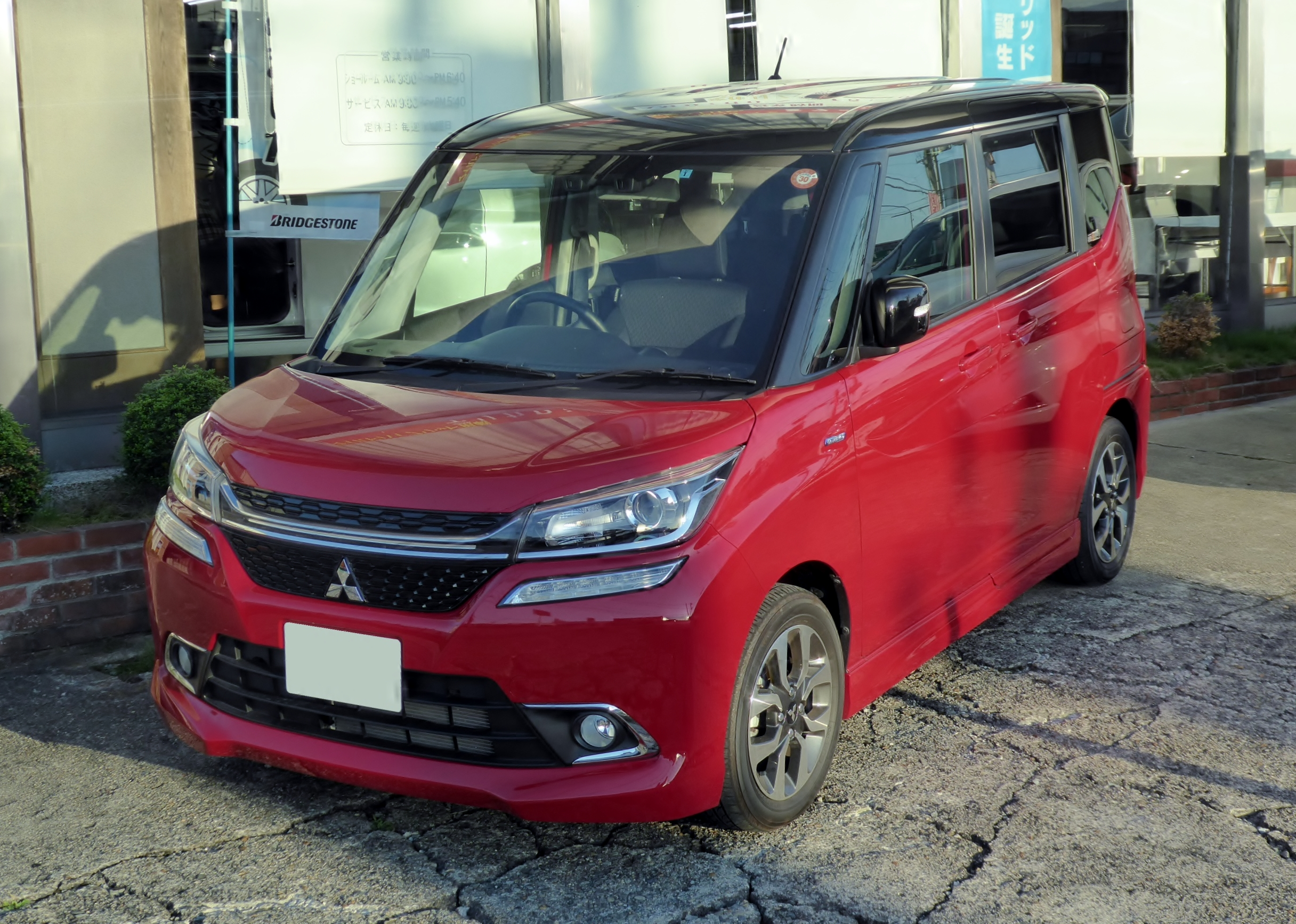
2015年12月販売型 カスタムHYBRID MV
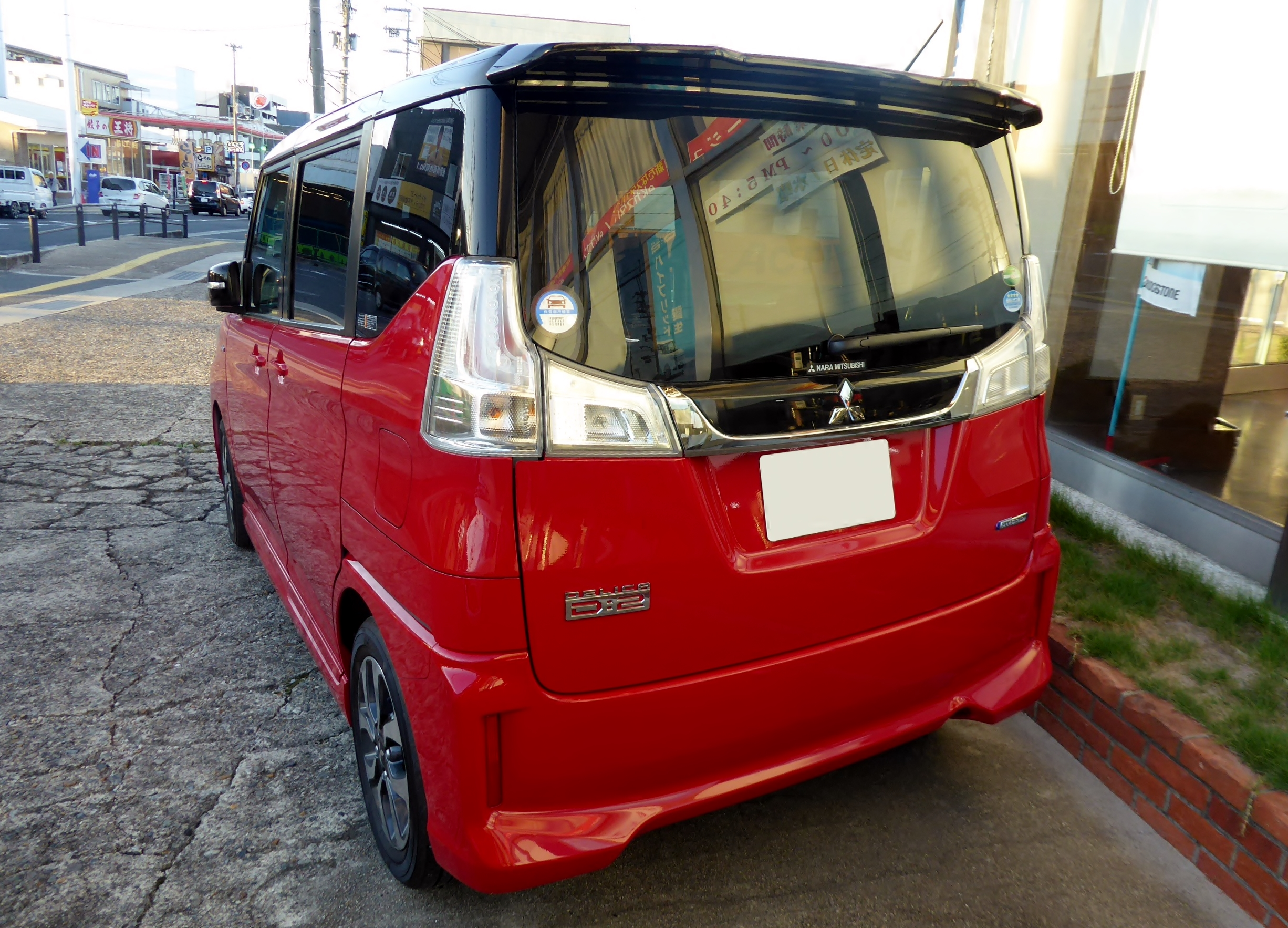
2015年12月販売型 カスタムHYBRID MV リア
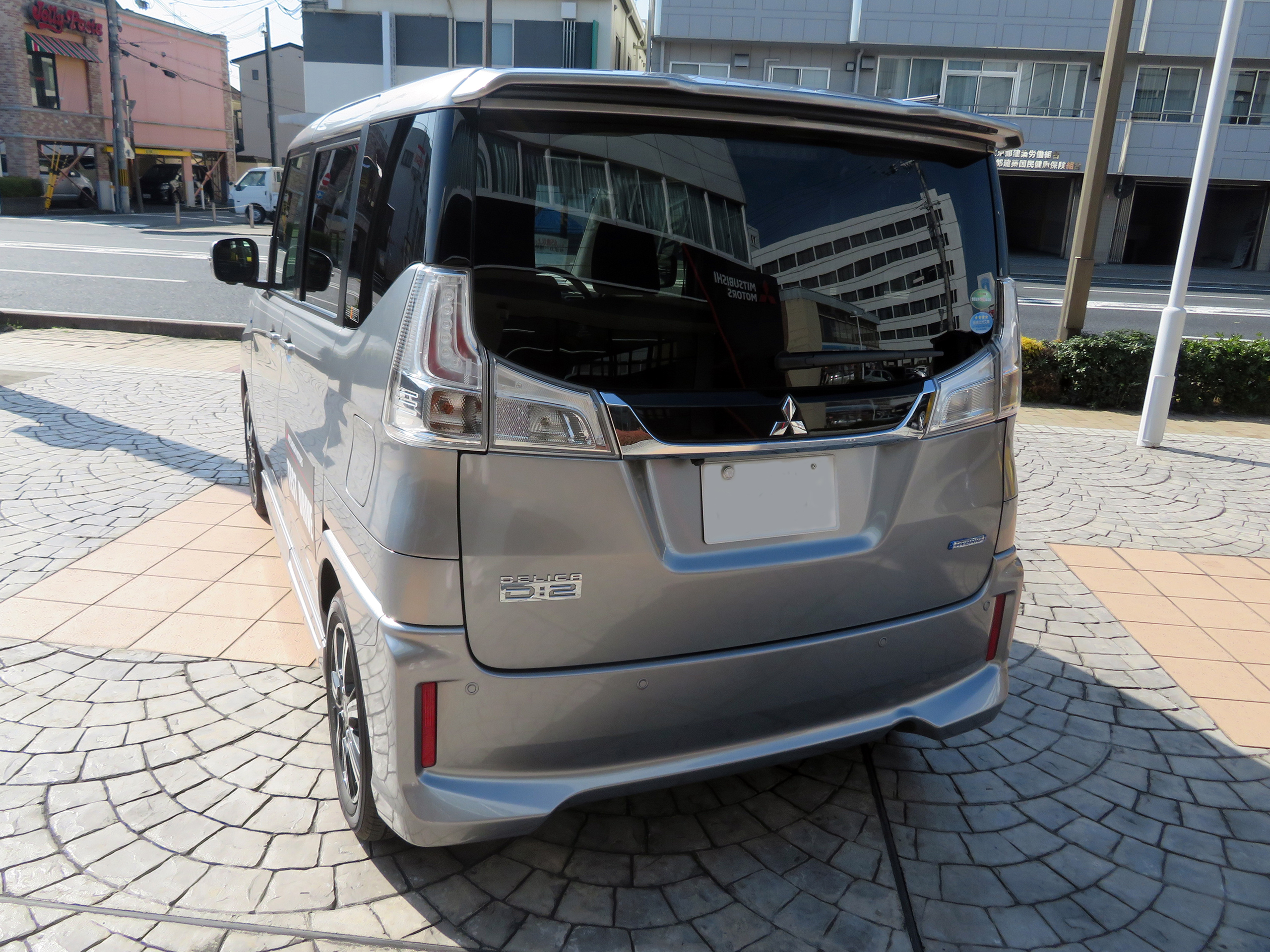
2018年8月改良型 カスタムHYBRID MV リア

## 3代目 MB37S/MBD7S型（2020年 - ）

### スタイル・機構
初代・2代目同様、OEM元のソリオと大きな変更はなく、エンブレム類の変更程度となるが、2代目同様、ソリオ「G」相当のガソリン車の設定が無く、2代目の途中から設定されていたハイブリッド車の設定も無くなったため、マイルドハイブリッド専用車種に回帰された。なお、2代目では3代目ソリオと同一デザインだった「HYBRID」ロゴの専用エンブレムが、3代目ではeKシリーズ（eKクロス/eKクロス スペース、2代目eKスペース）と同じデザインのエンブレムに変更され、リア右下のみの装着となった。
WLTCモードによる燃料消費率及び排出ガスに対応し、「平成30年排出ガス基準50%低減レベル（☆☆☆☆）」認定を取得したが、4代目ソリオ及び3代目ソリオバンディット同様にJC08モードによる燃料消費率が低下された。

### 年表
- 2020年12月24日 - 3代目へフルモデルチェンジされ、同日より発売された[8]。
  - 「e-Assist」は2代目の2018年8月改良モデルで装備されたアダプティブクルーズコントロールに全車速追従機能が追加され、標識認識機能を追加。また、SRSカーテンエアバッグと後席シートベルトリマインダーが新たに標準装備された。
  - グレード体系は2代目の2018年8月改良モデルから「HYBRID MX」・「HYBRID MZ」・「HYBRID MZ 全方位カメラパッケージ」・「CUSTOM HYBRID MV 全方位カメラパッケージ」の4グレードを引き継ぎ、「HYBRID MZ」は「HYBRID MX」同様に2WD専用グレード[注釈 19]へ移行となり、新たに9インチHDディスプレイを搭載したメモリーナビゲーションを標準装備した「HYBRID MZ 全方位カメラ付ナビパッケージ」、「CUSTOM HYBRID MV 全方位カメラ付ナビパッケージ」を追加したことで、デリカD:2が4グレード、デリカD:2カスタムが2グレードの計6グレードとソリオよりも多いグレード体系となった[注釈 20]。
  - ボディカラーは2代目から共通色のピュアホワイトパール（有料色）とスーパーブラックパール、デリカD:2専用色のクラッシーブラウンメタリック、スピーディーブルーメタリック[注釈 21]、スターシルバーメタリック、デリカD:2カスタム専用色のスピーディーブルーメタリック/ブラック2トーンルーフ（有料色）とプレミアムシルバーメタリック（有料色）を引き継ぎ、デリカD:2には専用色のメロウディープレッドパール[注釈 21]を追加。デリカD:2カスタムはメロウディープレッドパール/ブラック2トーンルーフ（有料色）、フレイムオレンジメタリック[注釈 16]/ブラック2トーンルーフ（有料色）、グリッターバイオレットパール（有料色）が新たに設定された。なお、ソリオ専用色のネオンブルーメタリック[注釈 22]は2代目同様、デリカD:2では未設定となる。
  - 「HYBRID MX」は、ソリオでは設定可能なメーカーオプション（LEDヘッドランプ+LEDポジションランプ、全方位モニター用カメラパッケージ、全方位モニター付メモリーナビゲーション、e-Assistの非装備化[注釈 23]）が全て設定不可となる。
- 2023年6月8日 - 一部改良された[9]。
  - 「e-Assist」に走行中の車線をはみ出しそうになるとステアリング操作を促してクルマを車線内に戻すサポートを行う車線逸脱抑制機能、パワースライドドア予約ロック機能にリクエストスイッチ連動機能がそれぞれ追加された。
  - ボディカラーが一部変更され、デリカD:2はクラッシーブラウンメタリックを廃止する替わりにキャラバンアイボリーパールメタリックとタフカーキパールメタリック[注釈 21]を追加して7色に拡充。デリカD:2カスタムは2トーンルーフ（有料色）がブラックから専用設定のミネラルグレーメタリック[注釈 24]に変更され、ブラック2トーンルーフからの移行となるメロウディープレッドパールに、ピュアホワイトパール、タフカーキパールメタリック、キャラバンアイボリーパールメタリックを加えた4色に拡充された。
- 2025年2月13日 - 一部改良された。
  - フロントグリルが刷新され、デリカD:2はメッキ加飾を横方向に広げられ、デリカD:2カスタムはメッキとブラック加飾による立体的な造形に変更された。内装ではデリカD:2はインパネオーナメントをアイボリーからブラウンに変更。デリカD:2カスタムはガーニッシュの一部（エアコンサイドルーバー・ドア）をシルバーからチタンシルバーへ変更された。
  - パワートレインも刷新され、エンジンを直列3気筒のZ12E型へ、モーターをWA06D型へそれぞれ換装され、CVTも新型に変更されたことで燃料消費率が向上され、2WD車は「2030年度燃費基準80%達成車」、4WD車は「同75%達成車」となった。なお、エンジンの換装に伴い、車両型式がMBD7S型へ変更された。
  - ボディカラーはモノトーンはデリカD:2専用色のタフカーキパールメタリック[注釈 25]、デリカD:2カスタム専用色のグリッターバイオレットパール（有料色）を廃止する代わりに、従来はデリカD:2専用色だったキャラバンアイボリーパールメタリックがデリカD:2カスタムでも設定が可能となった。ミネラルグレー2トーンルーフ（有料色）はキャラバンアイボリーパールメタリックを廃止する代わりにプレミアムグレーメタリックが設定され、ピュアホワイトパールはデリカD:2の「HYBRID MZ 全方位カメラ付ナビパッケージ」にも設定ができるようになった。
  - 「e-Assist」は衝突被害軽減ブレーキシステムがミリ波レーダー+単眼カメラ方式の「デュアルセンサーブレーキサポートII」へ変更され、自転車や自動二輪車の検知にも対応し、交差点衝突回避支援（右左折・出合頭車両）を追加。車線逸脱抑制機能や車線維持支援機能が追加されたほか、発信お知らせ機能は先行車に加えて信号切り替わりにも対応。後退時ブレーキサポートが前進時も対応して低速時ブレーキサポート[前進・後退]へ強化された。
  - 「HYBRID MX」を除くグレードでは、アダプティブクルーズコントロールに停止保持機能が追加され、ブラインドスポットモニター[車線変更サポート付き]、リヤクロストラフィックアラートを追加。パーキングブレーキが電動化され、ブレーキホールドも追加された。
  - グレード体系が整理され、「HYBRID MZ」・「HYBRID MZ 全方位カメラパッケージ」・「CUSTOM HYBRID MV 全方位カメラパッケージ」を廃止、2WD専用グレードの「CUSTOM HYBRID MV」を追加して4グレードとなり、「HYBRID MX」は4WD車が追加設定された。

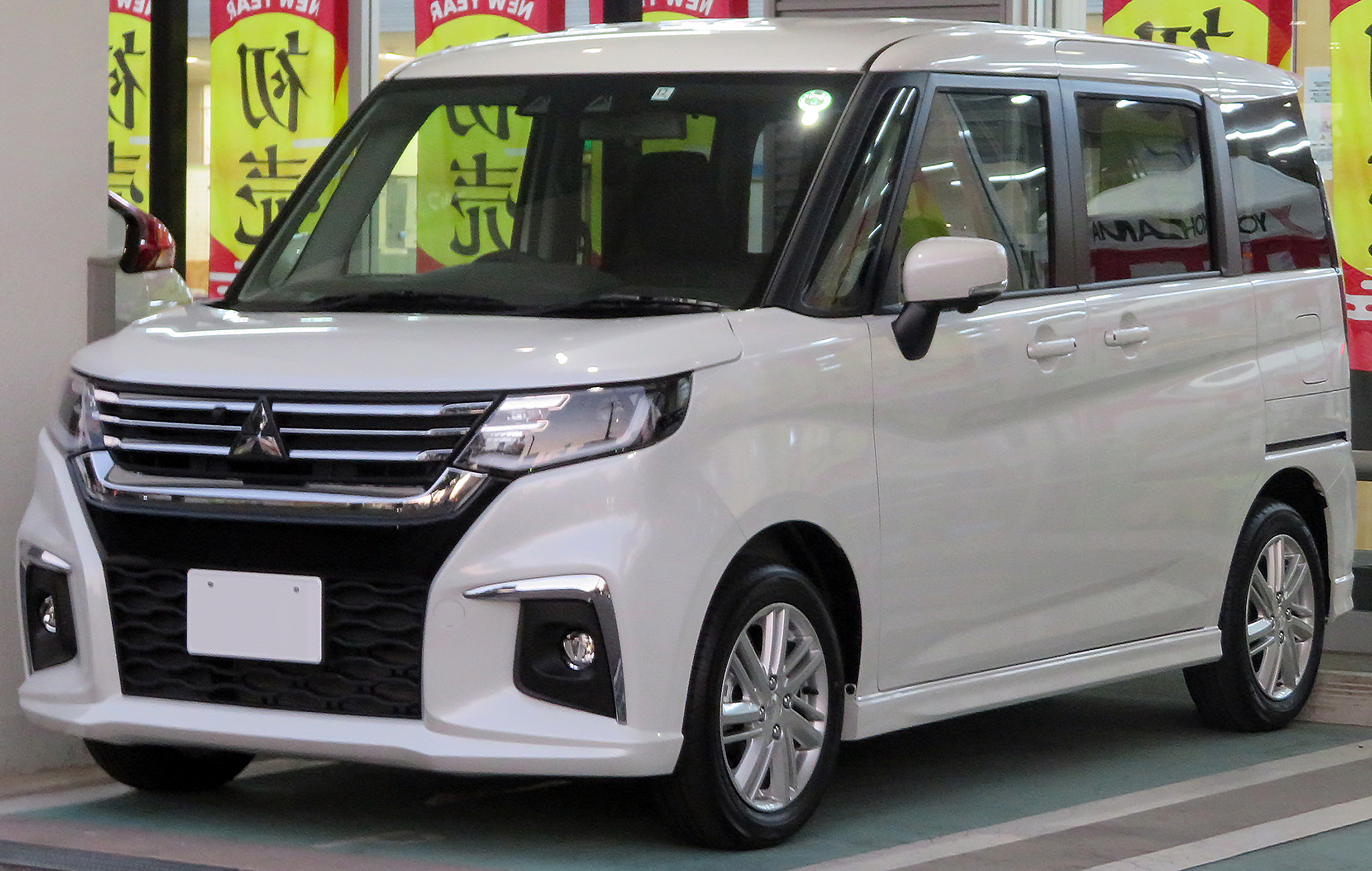
2020年12月販売型 HYBRID MZ 全方位カメラパッケージ 4WD
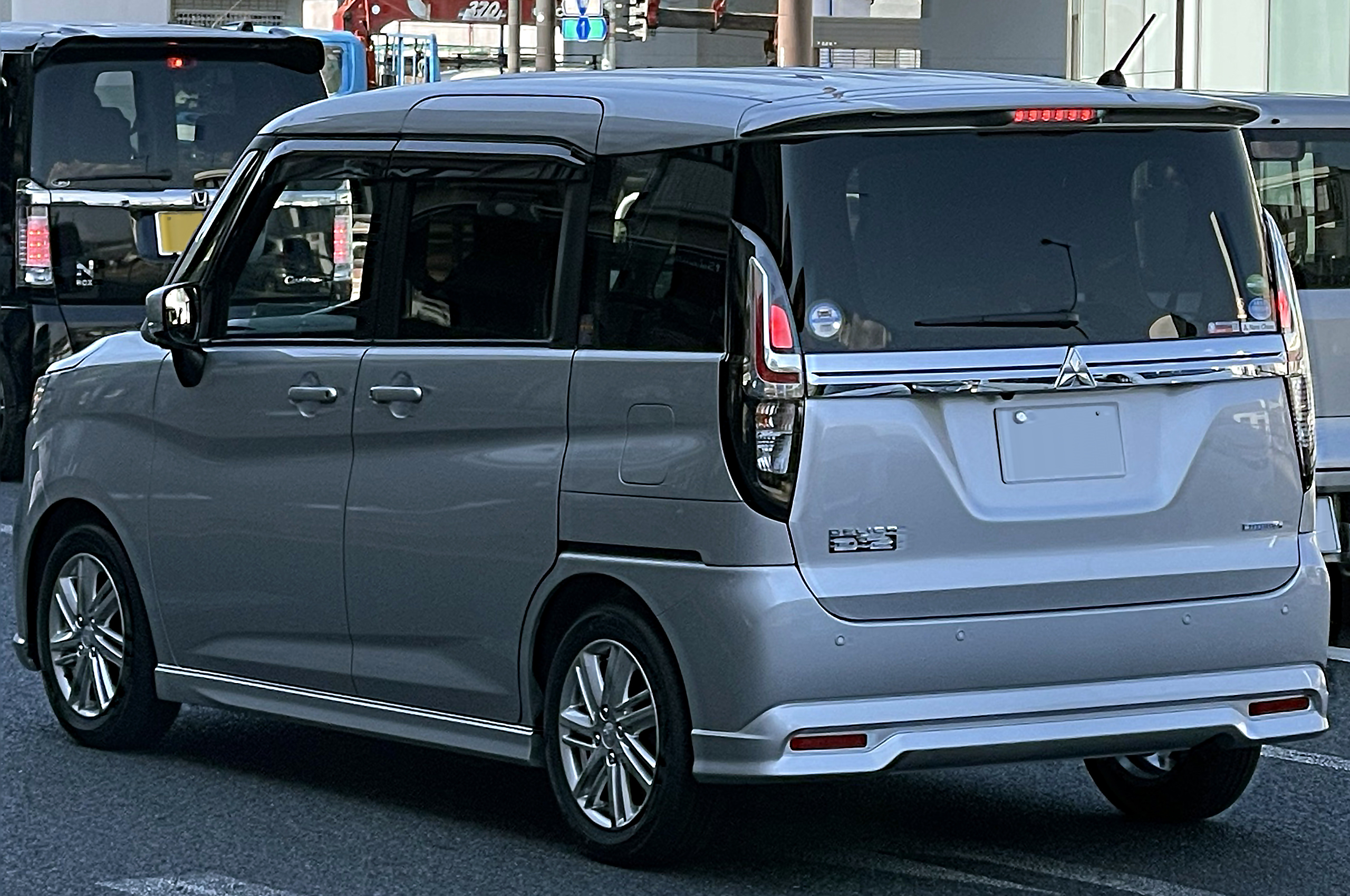
2020年12月販売型 HYBRID MZ 全方位カメラパッケージ 2WD　リヤ
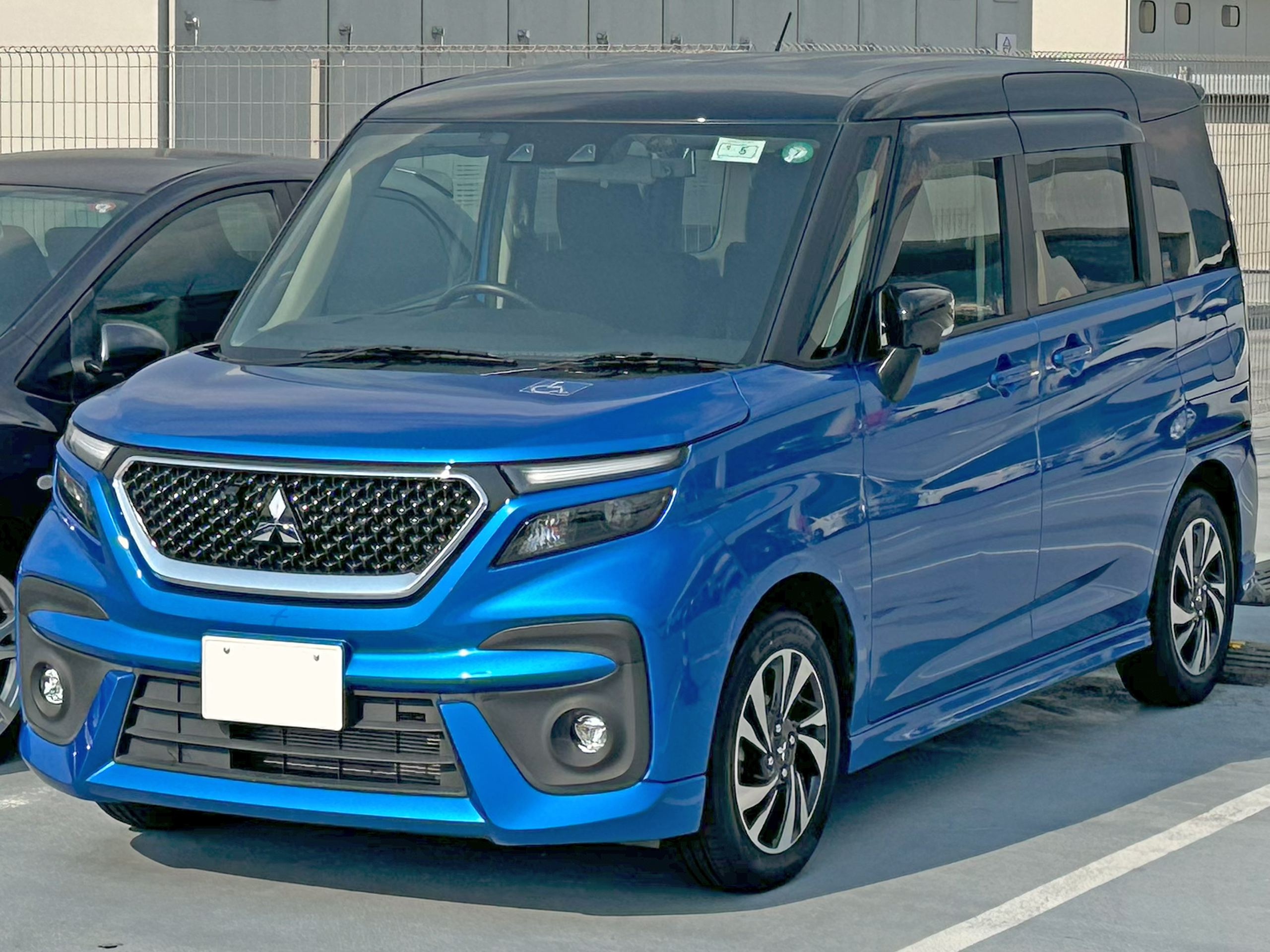
2020年12月販売型 カスタムHYBRID MV 全方位カメラ付きナビパッケージ 2WD
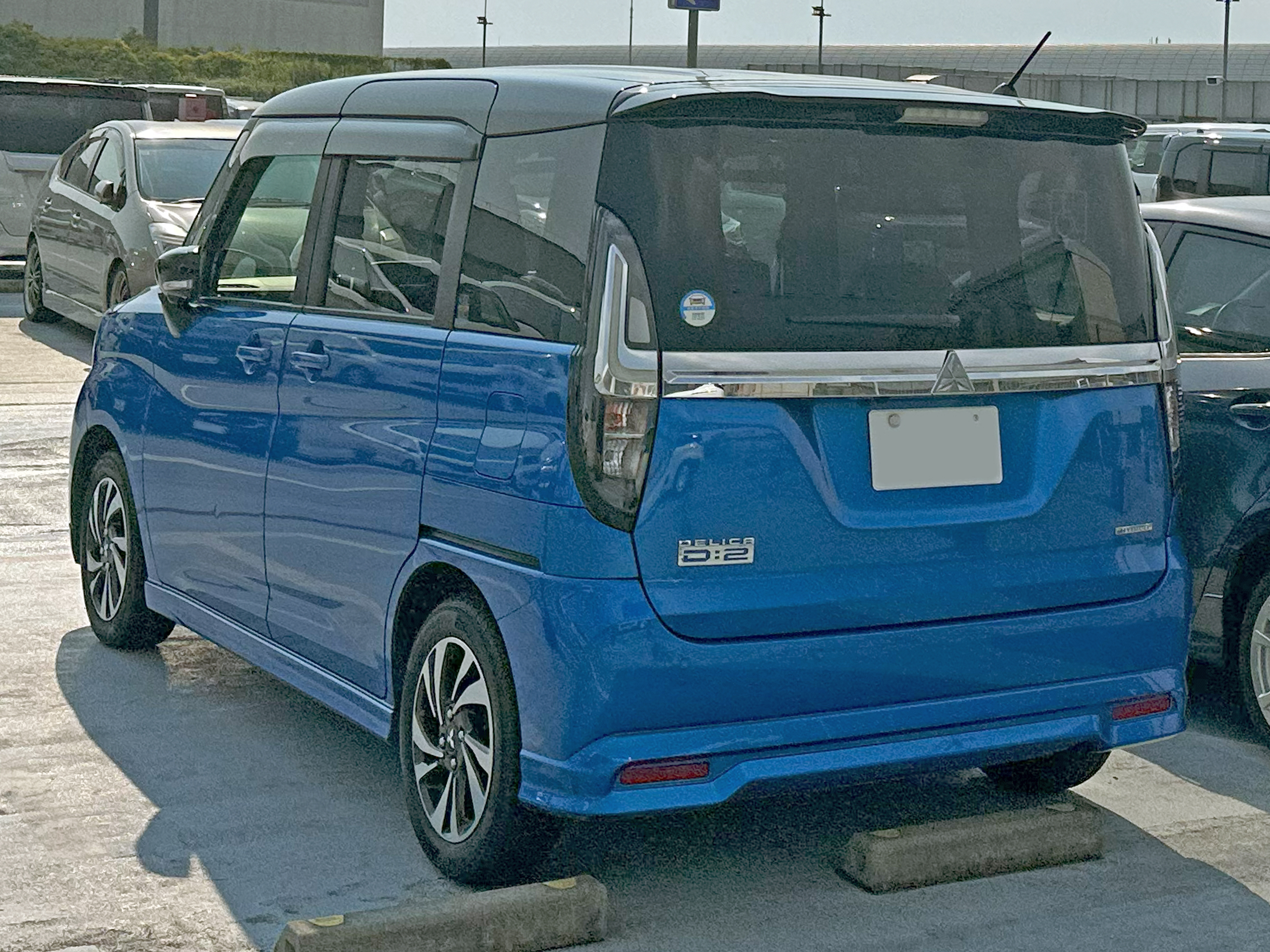
2020年12月販売型 カスタムHYBRID MV 全方位カメラ付きナビパッケージ 2WD　リヤ
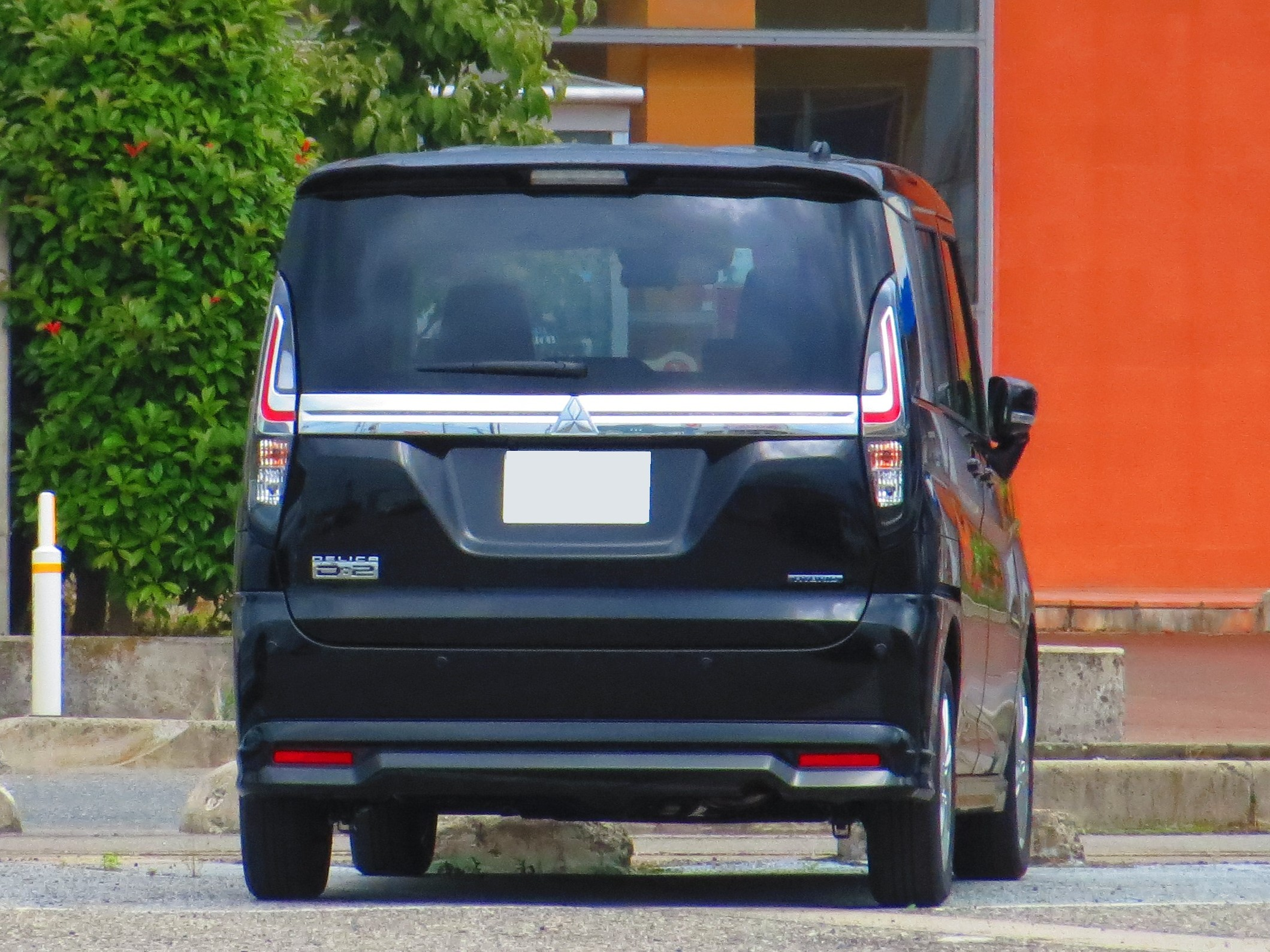
2025年2月改良型 HYBRID MZ 全方位カメラ付ナビ パッケージ 4WD リヤ

## 車名の由来
「デリカ」は荷物を運ぶ車（＝Delivery Car）の略。「D:2」の「2」は同社のモデルを5段階でサイズ/排気量で区切った際、軽自動車の次に大きいということを意味する。デリカD:5の場合、「5」はこれまで5代目を意味していたのだが、今回を機に5段階でもっとも大きいモデルという意味も込められた。
なお、三菱のミニバン、およびハイトワゴンシリーズは今後「デリカ○○」のネーミングで統一されることとなっており。デリカD:2の発売から約7か月後の2011年10月27日には、シリーズ車種となる5ナンバーミニバンデリカD:3（日産・NV200バネットのOEM車種）が発売されている。